# 尤瑟夫·皮柏
尤瑟夫·皮柏（Josef Pieper，1904年5月4日—1997年11月6日），德國哲學家，出生於明斯特，曾於柏林及明斯特大學修習哲學、法律、社會學，後成為明斯特大學哲學人類學教授。
60年代皮柏以自由作家身分廣為人知，1947年出版《閒暇：文化的基礎》（Leisure, the Basis of Culture），1952年英譯本出版，引起英美學界熱烈反應，T·S·艾略特專文介紹，新批評代表詩人艾倫·泰特也發表書評。艾略特認為皮柏是深具「一人哲學」魅力的思想家。